# Broniszew (gromada)
Broniszew (od 29 II 1956 Olszamy) – dawna gromada, czyli najmniejsza jednostka podziału terytorialnego Polskiej Rzeczypospolitej Ludowej w latach 1954–1972.
Gromady, z gromadzkimi radami narodowymi (GRN) jako organami władzy najniższego stopnia na wsi, funkcjonowały od reformy reorganizującej administrację wiejską przeprowadzonej jesienią 1954 do momentu ich zniesienia z dniem 1 stycznia 1973, tym samym wypierając organizację gminną w latach 1954–1972.
Gromadę Broniszew z siedzibą GRN w Broniszewie utworzono – jako jedną z 8759 gromad – w powiecie grójeckim w woj. warszawskim, na mocy uchwały nr VI/10/5/54 WRN w Warszawie z dnia 5 października 1954. W skład jednostki weszły obszary dotychczasowych gromad Daltrozów, Karolin, Lekarcice, Lekarcice Nowe, Lekarcice Stare, Olszany i Piekarty ze zniesionej gminy Promna oraz Broniszew, Broniszew Kolonia i Pelinów ze zniesionej gminy Rykały w tymże powiecie. Dla gromady ustalono 11 członków gromadzkiej rady narodowej.
1 stycznia 1956 gromada weszła w skład nowo utworzonego powiatu białobrzeskiego w woj. kieleckim.
Gromadę zniesiono 29 lutego 1956 przez przeniesienie siedziby GRN z Broniszewa do Olszam ze zmianą nazwy jednostki na gromada Olszamy..